# 拉弗拉芒格里
拉弗拉芒格里（法語：La Flamengrie，法語發音：[la flamɑ̃ɡʁi]）是法国上法蘭西大區埃纳省的一个市镇，属于韦尔万区。

## 地理
拉弗拉芒格里（50°0'14"N, 3°55'13"E）面积26.43 平方千米，位于法国上法蘭西大區埃纳省，该省份为法国北部内陆省份，北起北部省，西接索姆省和瓦兹省，东临阿登省和马恩省，西南至塞纳-马恩省，东北部与比利时接壤。
与拉弗拉芒格里接壤的市镇（或旧市镇、城区）包括：比龙福斯、拉卡佩勒、克莱尔方丹、蒂耶拉什地区勒努维永、帕普勒、罗基尼、埃特兰、弗卢瓦永、拉鲁伊。

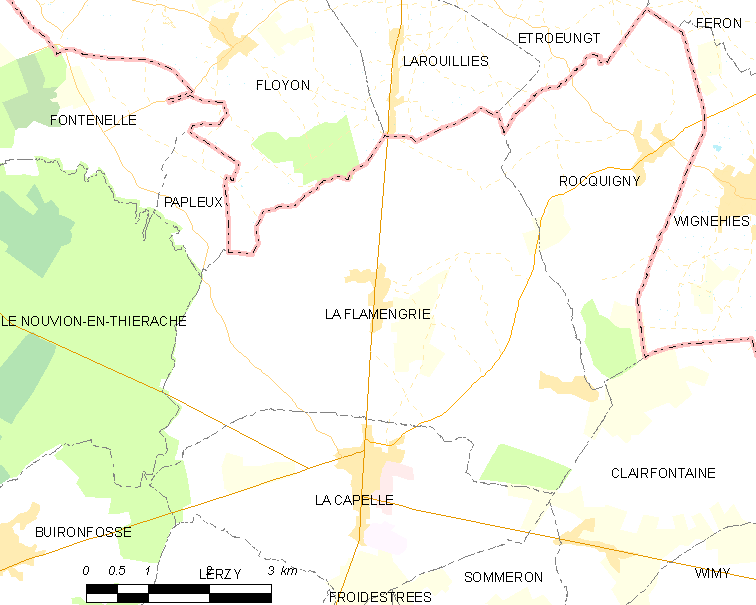
拉弗拉芒格里的OSM定位图

拉弗拉芒格里的时区为UTC+01:00、UTC+02:00（夏令时）。

## 行政
拉弗拉芒格里的邮政编码为02260，INSEE市镇编码为02312。

## 政治
拉弗拉芒格里所属的省级选区为韦尔万县。

## 人口

1962-2008年间拉弗拉芒格里人口变化图示

拉弗拉芒格里于2022年1月1日时的人口数量为1098人。